# Jon Beekhuis
Jon Beekhuis (Zurique, 31 de março de 1960) é um ex-automobilista suíço.

## =Fórmula Ford, Fórmula 3 e estreia no automobilismo americano
Após disputar provas de Fórmula Ford, Fórmula 3 Europeia e Fórmula 3 Britânica entre 1980 e 1981, Beekhuis mudou-se para os Estados Unidos em 1982 para correr na Fórmula Super Vee, onde participou de 3 etapas.
Voltou às pistas em 1987, na Fórmula Atlantic, e um ano depois correu na Indy Lights pela Enterprise Racing. Embora tivesse vencido apenas 2 corridas contra 3 do irlandês Tommy Byrne (ex-piloto de Fórmula 1), foi beneficiado pela ausência de seu rival na etapa de Milwaukee e conquistou o título por apenas 3 pontos de vantagem sobre Byrne.

### CART
Pela CART, Beekhuis estreou em 1988 pela equipe Bettenhausen, no GP de Toronto, onde terminou em 13º lugar. Em 15 corridas disputadas, não largou uma vez, no GP de Michigan de 1991, quando corria na Walker. Seu melhor resultado foi um 8º lugar em 1990, também em Michigan, que foi o palco de sua despedida como piloto em 1992.
Desde 1989, além de pilotar, ele acumulou também a função de repórter de pista nas transmissões da ESPN, trabalhando também por Speed/CBS Sports e Versus/NBC antes de voltar para a ESPN em 2015.

## Links
- Jon Beekhuis - DriverDB (em inglês)